# Mezinárodní televizní festival Prix Italia
Mezinárodní televizní festival Prix Italia je nejstarší festival rozhlasových, televizních a webových pořadů, který se každoročně koná od roku 1948 v Itálii. Festival organizuje a pořádá italská veřejnoprávní televize Rai.

## Čeští zástupci
| Rok  | Název film                                 | Cena                                          | Režie             | Poznámky                                         |
| ---- | ------------------------------------------ | --------------------------------------------- | ----------------- | ------------------------------------------------ |
| 1965 | Modlitba pro Kateřinu Horovitzovou         | cena kritiky                                  | Antonín Moskalyk  |                                                  |
| 1966 | Konec velké epochy                         | cena kritiky                                  | Antonín Moskalyk  |                                                  |
| 1967 | Gramo fon balet                            | cena kritiky                                  | Evald Schorm      |                                                  |
| 1968 | Inzerát                                    | hlavní cena v kategorii dokumentárních pořadů | Jindřich Fairaizl |                                                  |
| 1969 | Bludiště moci                              | hlavní cena v kategorii hudebních děl         | Petr Weigl        |                                                  |
| 1972 | Romeo a Julie                              | hlavní cena v kategorii hudebních děl         | Petr Weigl        |                                                  |
| 1979 | Zlatí úhoři                                | hlavní cena v kategorii dramatických děl      | Karel Kachyňa     |                                                  |
|      | Pozdrav ze země, kde včera znamenalo zítra |                                               | Pavel Štingl      |                                                  |
| 2005 | Záhrada                                    |                                               | Martin Šulík      |                                                  |
| 2009 | Poslední mohykán                           | zvláštní uznání                               | Ondřej Havelka    | dokumentární film o hudebníkovi Jiřím Traxlerovi |
| 2012 | Nickyho rodina                             | zvláštní cena Signis                          | Matej Mináč       |                                                  |